# Louroux-Bourbonnais
Louroux-Bourbonnais är en kommun i departementet Allier i regionen Auvergne-Rhône-Alpes i de centrala delarna av Frankrike. Kommunen ligger  i kantonen Hérisson som ligger i arrondissementet Montluçon. År 2022 hade Louroux-Bourbonnais 206 invånare.

## Befolkningsutveckling
Antalet invånare i kommunen Louroux-Bourbonnais
Referens: INSEE